# Anna (Go to Him)
„Anna (Go to Him)“, nebo jen „Anna“, je píseň, kterou napsal a původně i nahrál Arthur Alexander. Jeho verze vyšla 17. září 1962 jako singl pod vydavatelstvím Dot Records. V roce 1963 nahrála britská kapela The Beatles cover verzi, která vyšla na jejich debutovém albu Please Please Me.

## Verze Arthura Alexandera
Píseň pojednává o dívce jménem Anna, která se chce rozejít se svým přítelem, protože se zamilovala do někoho jiného. On jí nechce v ničem bránit, jen požaduje, aby mu vrátila prsten. I když je v názvu písně dodatek „Go to Him“ (jdi za ním), tak se v textu objevuje „Go with Him“ (jdi s ním).
Alexanderova verze byla považována za jednu z prvních velkých soulových balad. Vydána byla 17. září 1962 jako singl, společně s písní „I Hang My Head and Cry“.

## Verze The Beatles
Píseň byla již od roku 1962 součástí jejich repertoáru. Jedním z důvodů byl fakt, že ji měl v oblibě John Lennon, který také zpíval hlavní vokály.
Beatles píseň nahráli 11. února 1963 na tři pokusy, přičemž pro album byl vybrán ten poslední. Původní klavírní sólo od Floyda Cramera zahrál George Harrison na kytaru. Lennonův zpěv mírně nad rámec jeho běžného rozsahu dodal písni emocionální hloubku.
Mezi 17. červnem a 1. srpnem byla píseň nahrána znovu pro pořady BBC.

### Vydání
Píseň vyšla na debutovém albu Please Please Me, prvním americkém albu Introducing... The Beatles, dále na EP Souvenir of Their Visit to America a The Beatles (No. 1), dvojité kompilaci The Beatles vs. The Four Seasons, americké kompilaci The Early Beatles a také na živé kompilaci On Air - Live At The BBC Volume 2.

### Sestava při nahrávání
- John Lennon – hlavní zpěv, akustická kytara
- Paul McCartney – doprovodný zpěv, basová kytara
- George Harrison – doprovodný zpěv, sólová kytara
- Ringo Starr – bicí

## Ostatní coververze
| Rok  | Interpret                   | Vydáno                                                               |
| ---- | --------------------------- | -------------------------------------------------------------------- |
| 1964 | Vern Rogers                 | jako singl                                                           |
| 1964 | The Tams                    | na albu Hey Girl Don't Bother Me!                                    |
| 1965 | The Candidates              | na albu Beat Beat                                                    |
| 1967 | Renato E Seus Blue Caps     | na albu Renato E Seus Blue Caps                                      |
| 1970 | The Stereo Action Orchestra | na albu Hits of the Beatles                                          |
| 1974 | Humble Pie                  | na albu Thunderbox                                                   |
| 1977 | Kursaal Flyers              | na živém albu Five Live Kursaals                                     |
| 1997 | Brian Setzer & The Tomcats  | na albu Shake Rattle & Roll                                          |
| 2000 | Tyrants in Therapy          | na albu Meet the Tyrants in Therapy                                  |
| 2001 | The Waistcoats              | na kompilaci A Tribute to Arthur Alexander                           |
| 2001 | The Co-Dependents           | na živém albu Live Recording Event                                   |
| 2001 | Studio 99                   | na kompilaci John Lennon A Tribute                                   |
| 2002 | Hal Bruce                   | na albu In My Life                                                   |
| 2005 | Manny Charlton              | na albu Sharp                                                        |
| 2006 | The Two of Us               | na albu Please Please Me                                             |
| 2010 | Klaus Beyer                 | na albu Gefall Mir                                                   |
| 2012 | Topi Sorsakoski             | na kompilaci Kultaa Ja Timantteja - Laulajan juhlakokoelma 1976–2011 |
| 2014 | Pascal Maupeu               | na albu Dance Dance                                                  |

## Kulturní odkazy
Píseň se objevila v dokumentárním filmu Good Ol' Freda (2013), v dokumentární sérii Antologie Beatles (1995) a v televizním seriálu Ženatý se závazky (1986–1997).